# Anillo del humor

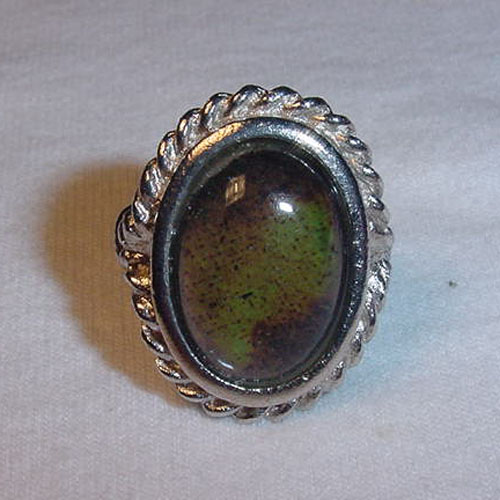
Anillo del humor.

Un anillo del humor es un anillo hecho de elementos termocromáticos, como el cristal líquido. El anillo cambia de color según la temperatura corporal de la persona que lo lleva puesto, y se considera un indicador del estado emocional.

## Funcionamiento
Un anillo del humor es un termómetro de cristal líquido con forma de anillo. Los anillos suelen adornarse con gemas falsas (normalmente hechas de cuarzo o de cristal) que contienen el cristal líquido termocromático en su interior o en una pequeña capa en la superficie. Los cambios en la temperatura hacen que el cristal refleje diferentes longitudes de onda que provocan los 8611(L) cambios en el color. El cristal líquido que se utiliza en los anillos del humor suele reaccionar mostrando un color “neutral” ante la temperatura media del cuerpo humano (36 °C).
La teoría acerca de que el anillo indica el humor de la persona que lo lleva se basa en la fluctuación de la temperatura corporal en función del estado emocional. La temperatura del cuerpo humano varía ligeramente (menos de 1 °C) cuando se producen los ciclos menstruales o circadianos y cuando el cuerpo lucha contra una infección. No obstante, el anillo suele ser más vulnerable a las variaciones de la temperatura ambiente que a la temperatura corporal de la persona y no parece haber ninguna correspondencia directa entre un estado de ánimo específico y un color concreto que lo corrobore.

## Historia
El anillo del humor fue inventado en 1975 por dos inventores de Nueva York, Josh Reynolds y Maris Ambats, quienes unieron cristales líquidos con piedras de cuarzo en anillos. En principio se vendieron al por menor a 45 dólares por un "engaste plateado" y 250 dólares por el dorado, y fueron vendidos por primera vez en Bonwit Teller, volviéndose rápidamente una moda en los años 1970.

## Interpretación de los colores
Aunque no hay una única correspondencia entre el estado de ánimo y el color del anillo, estas son algunas de las interpretaciones comúnmente aceptadas para los colores:
Negro: Indica estrés, tensión o ansiedad. Es el color que puede aparecer cuando el anillo está frío, lo que ocurre si está sin llevar o si la persona está muy tensa o fría.
Verde: Se asocia con emociones neutras o normales. Un verde claro puede indicar relajación y contento, mientras que un verde más oscuro puede sugerir cierta apatía o falta de energía.
Azul: Sugiere calma y relajación. Un azul claro puede significar que la persona se siente tranquila y en paz, mientras que un azul más oscuro puede reflejar un estado de felicidad y bienestar emocional.
Amarillo: A menudo se asocia con emociones mixtas o confusión. Un amarillo claro puede significar que la persona está alerta, pero no completamente relajada.
Naranja: Generalmente indica excitación, creatividad y motivación. Sin embargo, también podría reflejar un estado de nerviosismo o incertidumbre.
Rojo/Rosado: Un rosado vibrante puede ser señal de pasión y amor. Sin embargo, un rojo más oscuro podría apuntar a la ansiedad o al enojo.